# خدا و دیگر ذهن‌ها
خدا و دیگر ذهن‌ها (به انگلیسی: God and Other Minds) کتابی است اثر فیلسوف دین آمریکایی آلوین پلانتینگا که بحث‌های فلسفی دربارهٔ وجود خدا را در محافل فلسفی انگلیسی-آمریکایی با این استدلال که اعتقاد به خدا مانند اعتقاد در اذهان دیگر است، دوباره برانگیخت. اگرچه پلانتینگا بعداً برخی از دیدگاه‌های خود را اصلاح کرد، به‌ویژه در مورد استحکام برهان‌های هستی‌شناختی و ماهیت عقلانیت معرفتی، اما او همچنان بر سر ایده‌های اساسی کتاب ایستاده‌است. این اثر در سال ۱۹۶۷منتشر شد.

## خلاصه
خدا و دیگر ذهن‌ها: مطالعه توجیه منطقی اعتقاد به خدا در ابتدا توسط انتشارات دانشگاه کرنل در سال ۱۹۶۷ منتشر شد. نسخه‌ای با مقدمه جدید توسط پلانتینگا در سال ۱۹۹۰ منتشر شد (شابک ‎۹۷۸–۰۸۰۱۴۹۷۳۵۳).
این کتاب به بررسی عقلانی بودن اعتقاد به خدا، همان‌طور که در سنت عبری-مسیحی مشاهده می‌شود، می‌پردازد. در قسمت اول، پلانتینگا تعدادی از استدلال‌های سنتی برای وجود خدا را بررسی می‌کند و به این نتیجه می‌رسد که هیچ‌کدام وجود خدا را با موفقیت نشان نمی‌دهند. او در بخش دوم، برخی از دلایل عمده را علیه اعتقاد به خدا، از جمله مسئله شر، پارادوکس قدرت مطلق و رتحقیق‌پذیری، مورد بررسی قرار داده و رد می‌کند. در نهایت، در بخش سوم، قیاس‌های مختلف بین اعتقاد به خدا و اعتقاد به ذهن‌های دیگر را بررسی می‌کند. او نتیجه می‌گیرد که این دو باور در یک قایق معرفتی قرار دارند: اگر یکی از نظر عقلی موجه باشد، دیگری نیز موجه است. پلانتینگا معتقد است از آن‌جایی که اعتقاد به ذهن‌های دیگر کاملاً عقلانی است، اعتقاد به خدا نیز چنین است.
کتاب دارای فصول زیر است:
بخش اول: الهیات طبیعی
- فصل ۱: برهان علیت
- فصل ۲: برهان هستی‌شناختی - I
- فصل ۳: برهان هستی‌شناختی - II
- فصل ۴: برهان نظم

بخش دوم: خداشناسی طبیعی
- فصل ۵: مسئله شر
- فصل ۶: دفاع از اراده آزاد
- فصل ۷: تصدیق‌گرایی و سایر آتولوژیک‌ها

بخش سوم: خدا و ذهن‌های دیگر
- فصل ۸: دیگر ذهن‌ها و قیاس
- فصل ۹: جایگزین‌های موقعیت قیاسی
- فصل ۱۰: خدا و قیاس

## واکنش‌ها
مایکل اسلوت در مجله فلسفه معتقد است که «[این] کتاب یکی از مهم‌ترین کتاب‌هایی است که در این قرن در مورد فلسفه دین منتشر شده‌است، و کمک‌های برجسته‌ای به درک ما از مسئله دیگر ذهن‌ها نیز می‌کند.
به گفته فیلسوف ویلیام لین کریگ، خدا و دیگر ذهن‌ها با به‌کار بردن «ابزارهای فلسفه تحلیلی برای پرسش‌های فلسفه دین با دقت و خلاقیت بی‌سابقه‌ای، به احیای فلسفه دین پس از دوران ضعیف پوزیتیویسم منطقی کمک کردند».
پاسخ پلانتینگا در مسئله شر (به اصطلاح دفاع از اراده آزاد، که استدلال می‌کند که این امکان وجود دارد که خداوند نمی‌توانست جهانی را با تعادل بهتری از خیر بر شر نسبت به دنیای واقعی خلق کند) بحث‌های علمی قابل‌توجهی را برانگیخت.